# Ensiferum (album)
Ensiferum è l'omonimo album di debutto degli Ensiferum, pubblicato nel 2001 per la Spinefarm.

## Il disco
La maggior parte delle tracce dell'album sono versioni ri-registrate delle canzoni presenti nei primi demo della band, come "Old Man (Väinämöinen Part 1)" (presente in Demo I), "Little Dreamer (Väinämöinen Part 2)" (da Demo II), "Hero in a Dream", "Eternal Wait" e "Battle song" (tutte da Hero in a Dream).
L'edizione giapponese dell'album contiene la bonus track "Breaking the Law" (cover dei Judas Priest).
In alcune edizioni la traccia "Goblins' Dance" è riportata come bonus track.

## Tracce
Testi di Mäenpää except "Goblins' Dance" by Valtias Mustatuuli.
1. Intro (Toivonen/Mäenpää) – 1:50
2. Hero in a Dream (Toivonen/Mäenpää) – 3:40
3. Token of Time (Mäenpää) – 4:16
4. Guardians of Fate (Toivonen/Mäenpää) – 3:34
5. Old Man (Väinämöinen Part I) (Toivonen) – 5:33
6. Little Dreamer (Väinämöinen Part II) (Toivonen/Fokin) – 5:21
7. Abandoned (Toivonen) – 6:50
8. Windrider (Toivonen) – 5:41
9. Treacherous Gods (Toivonen) – 5:12
10. Eternal Wait (Toivonen) – 5:14
11. Battle Song (Toivonen) – 3:20
12. Goblins' Dance (Toivonen) – 4:29

- Tutte le tracce composte da Jari Mäenpää ad eccezione di "Goblins' Dance", scritta da Valtias Mustatuuli.

## Formazione
- Jari Mäenpää - voce, chitarra
- Markus Toivonen - chitarra
- Jukka-Pekka Miettinen - basso
- Oliver Fokin - batteria

### Ospiti
- Trollhorn − tastiere
- Marita Toivonen − kantele
- Johanna Vakkuri − cori
- Teemu Saari − cori
- Antti Mikkonen − cori